# Камила (лист)
Камила: лист за свеопшту хецологију  је хумористички часопис који је излазио у Новом Саду од 1873. до 1875. То је рукописни кафански часопис покренут у тада чувеној кафани Код камиле.

## Историјат
Камила је рукописни кафански часопис. У време излажења Камиле у Бечу и Паризу издавани су, такође, рукописни листови по кафанама. Нови Сад им се тако прикључио у издавању шаљиве кафанске периодике. Лист је писан на хартији без линија машинске производње. Текст је писан двостубачно или тростубачно, браон и црним тушем, писаним словима ћирилице. Странице су биле нумерисане. Сарадници су се окупљали око такозваног професорског астала. У часопису су писали Јован Јовановић Змај и Илија Огњановић Абуказем, а врло успешне карикатуре цртао је Владислав Тителбах. Они су себе називали неодговорни уредници Абу-Змај. 
Покренут је лист на Светог Луку (30. октобра) 1873. године.

### КафанаКод камиле
Кафана Код камиле није била обична кафана. Она је представљала и културну институцију. Чак је имала и своју галерију слика. Сликар и песник Ђура Јакшић је био најзаступљенији у галерији слика које су се ту налазиле. Нажалост, та галерија слика је изгорела у пожару. Кафана се звала по надимку власника Пере Камиле. Могуће је да је и власник добио надимак по називу кафане. У крчми су се састајали представници и културног и политичког живота.

### Периодичност излажења
Излазио је повремено. Углавном је зависио од донација или како су напоменули у самом листу кад се који меценат нађе да плати.

### Сарадници листа
- Милан Јовановић Батут
- Владислав Тителбах - Насловни поток

### Тематика
- Забавни чланци
- Шаљиви текстови

## Галерија
- Камила, број 2, 1874.
- Камила, број 2, 1874.
- Камила, број 2, 1874.